# Universität Montreal

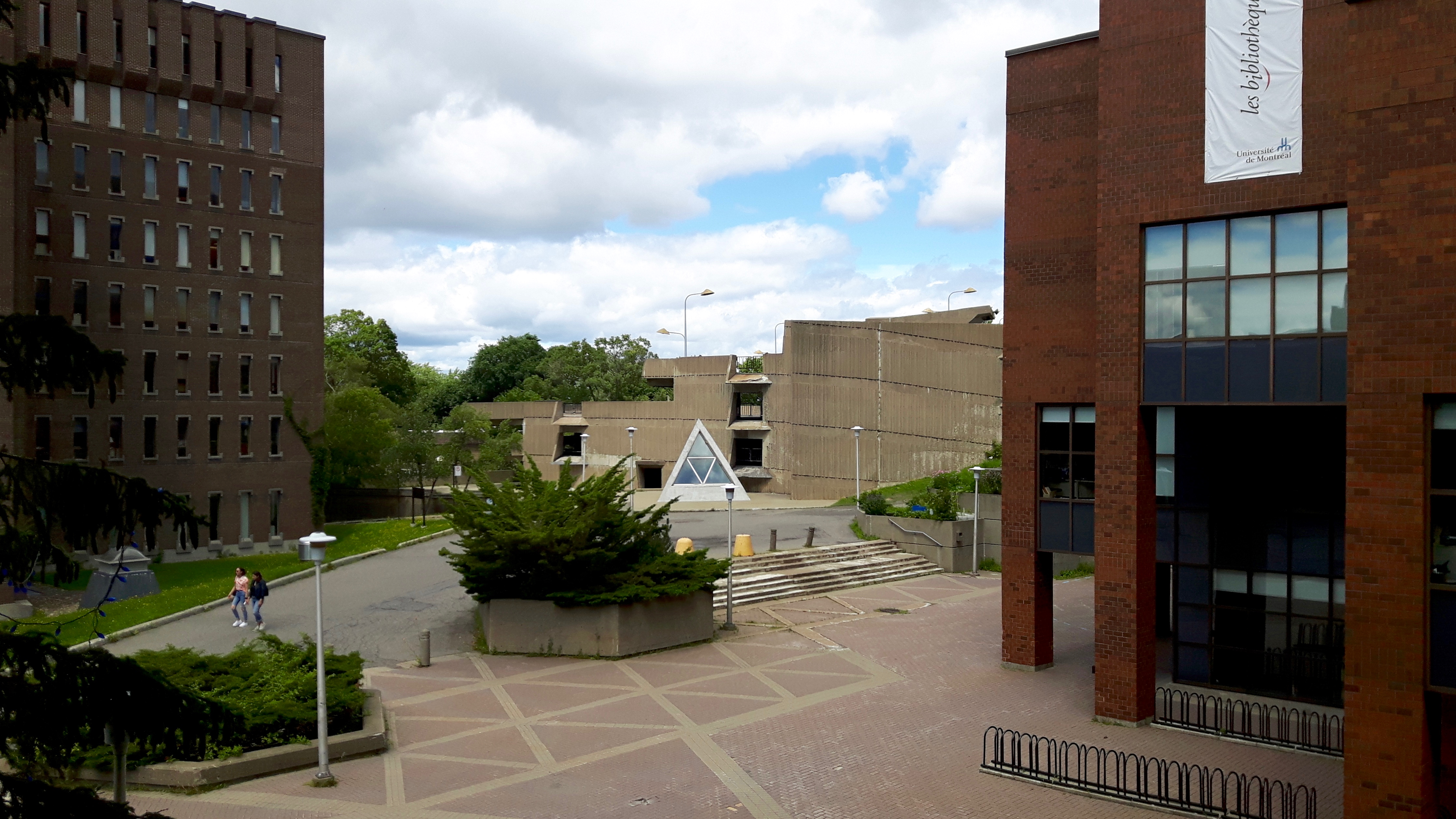
Campus der Universität Montreal

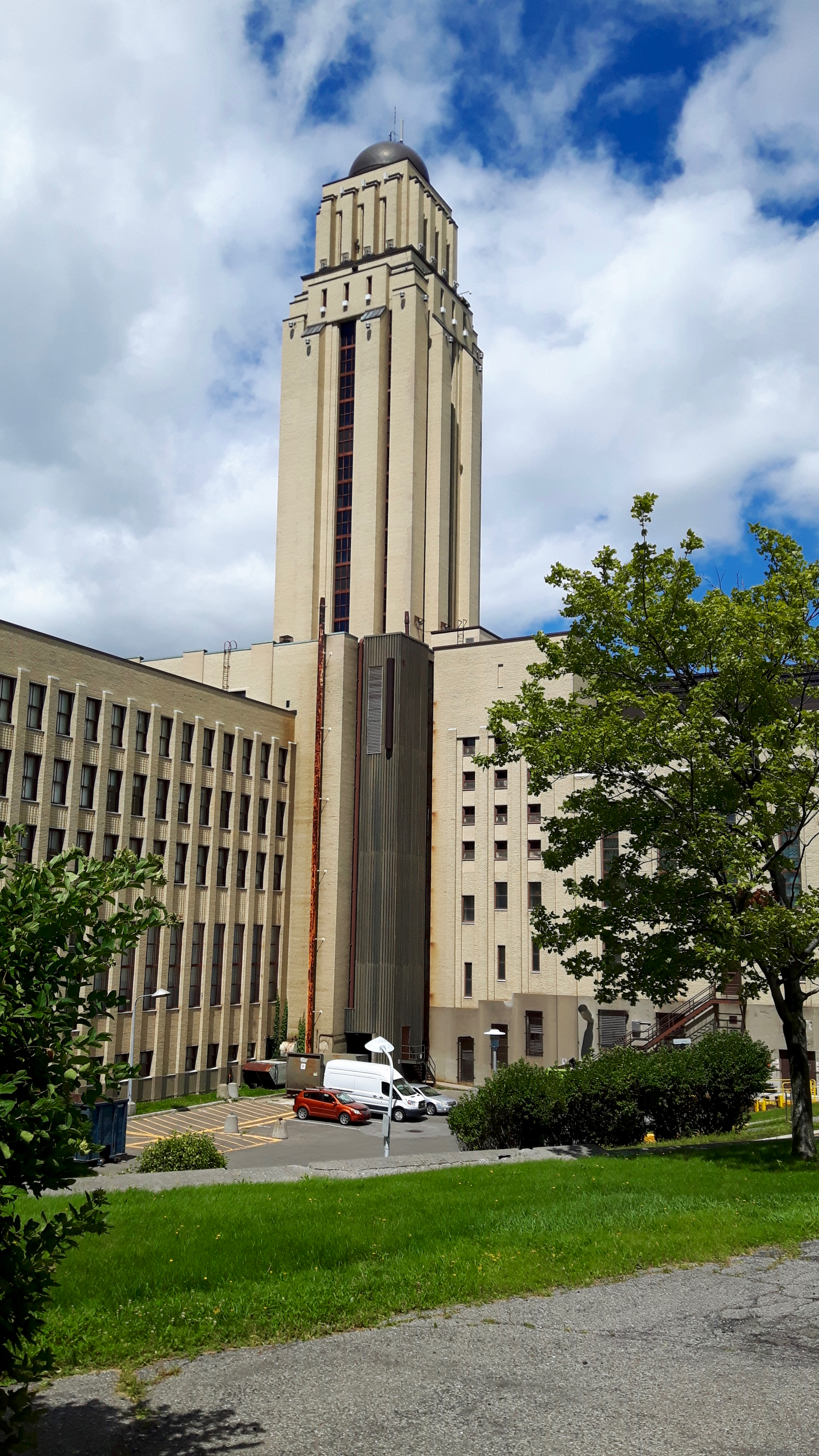
Pavillon Roger-Gaudry, erbaut 1943

Die Universität Montreal (französisch Université de Montréal, abgekürzt UdeM) wurde 1878 gegründet und ist eine französischsprachige Universität und eine von vier Universitäten in Montréal. Derzeitiger Universitätspräsident ist Guy Breton. An ihr studieren jährlich ca. 45.000 Studenten an 13 Fakultäten und über 60 Abteilungen. Der Etat belief sich im Jahr 2006 auf 899,5 Mio. kanadische Dollar. Sie ist die größte Forschungsuniversität der Provinz Québec und die zweitgrößte Kanadas. Die Universität verfügt über drei Campus, die über das Stadtgebiet verteilt sind. 
An die Universität sind die Ingenieurschule École polytechnique de Montréal sowie die Wirtschaftsschule HEC Montréal und das Krankenhausnetzwerk Centre hospitalier de l’Université de Montréal angegliedert.

## Geschichte
Die Université de Montréal wurde 1878 als neue Zweigstelle der katholischen Université Laval in Quebec City gegründet. Damals trug sie den Namen Université Laval à Montréal. Bestimmte Teile der Bildungseinrichtungen, wie die des Séminaire de Québec und die medizinische Fakultät (gegründet als Montreal School of Medicine and Surgery), waren bereits 1876 bzw. 1843 in Montréal gegründet worden. Am 8. Mai 1919 gewährte eine päpstliche Charta von Papst Benedikt XV. der Universität volle Autonomie. Der Übergang in staatliche Trägerschaft erfolgte in mehreren Stufen.
Ein Amoklauf, bekannt als Montreal-Massaker, ereignete sich am 6. Dezember 1989 an der École polytechnique de Montréal.

## Organisation

### Fachbereiche
- Faculté d’aménagement
- Faculté des arts et des sciences
- Faculté de droit Faculty of Law
- Faculté de l’éducation permanente
- Faculté des études supérieures et postdoctorales
- Faculté de médecine
- Faculté de médecine dentaire
- Faculté de médecine vétérinaire
- Faculté de musique
- Faculté de pharmacie
- Faculté des sciences de l’éducation
- Faculté des sciences infirmières
- Faculté de théologie et de sciences des religions
- Département de kinésiologie
- École d’optométrie

### Angeschlossene Einrichtungen
- École polytechnique de Montréal
- École des hautes études commerciales (Montreal) (HEC Montréal)
- Centre hospitalier de l’Université de Montréal

## Bekannte Dozenten
- Stéphane Dion (* 1955), kanadischer Politiker, Soziologe und Autor
- Hubert Lacroix, Rechtsanwalt und CEO der Canadian Broadcasting Corporation
- James R. Taylor, Professor
- Franz Schultheis (* 1953), Soziologie-Professor
- Michel Seymour, Philosoph und Professor
- Dale C. Thomson, Professor und Vize-Präsident der McGill University in Montreal
- Jean-Daniel Lafond, Filmproduzent
- Igor Alexandrowitsch Meltschuk (* 1932), Professor im Fachbereich Linguistik und Übersetzung
- Jocelyn Faubert, Psychophysiker

## Bekannte Absolventen
(Auswahl)
- Louise Arbour (* 1947), von 2004 bis Ende Juni 2008 Hochkommissarin für Menschenrechte bei den Vereinten Nationen
- Denys Arcand (* 1941), Drehbuchautor, Filmproduzent und Filmregisseur
- André Boisclair (* 1966), Politiker
- Louis R. Chênevert (* 1958), CEO und Präsident von United Technologies Corporation
- Maurice Duplessis (1890–1959), Premierminister von Quebec von 1936 bis 1939 und von 1944 bis 1959
- Lomer Gouin (1861–1929), Politiker
- Roger Guillemin (1924–2024), Biochemiker und Nobelpreisträger in Medizin
- Annou Mahaman (* 1944), nigrischer Politiker
- Jean-François Monette (* 1978), Jurist und Shorttrackläufer
- Isabelle Mercier (* 1975), professionelle Pokerspielerin
- Sylvain Neuvel (* 1973), Autor
- Ousmane Issoufou Oubandawaki (* 1948), nigrischer Manager und Politiker
- Hubert Reeves (1932–2023), Atom- und Astrophysiker
- Georges M. Saad Abi Younes (* 1948), maronitischer Bischof in Mexiko